# روجر كير
روجر كير (بالإنجليزية: Roger Kerr)‏ هو اقتصادي نيوزيلندي، ولد في 17 يناير 1945، وتوفي في 28 أكتوبر 2011 في ويلينغتون في نيوزيلندا بسبب ورم ميلانيني.